# وینچنزو ماگلیوکو
وینچنزو ماگلیوکو (زادهٔ ۱ ژانویه ۱۸۹۳ - درگذشتهٔ ۲۷ ژوئن ۱۹۳۶) یک ژنرال سیسیلی و خلبان نیروی هوایی سلطنتی ایتالیا و سرباز سابق ارتش سلطنتی ایتالیا بود.

## زندگی
ماگلیوکو در ۱ ژانویه ۱۸۹۳ در پالرمو ایتالیا به دنیا آمد. او در زادگاهش تحصیل کرد و در رشته حقوق مدرک گرفت.
در سال ۱۹۱۵ ماگلیوکو به عنوان افسر توپخانه در ارتش سلطنتی ایتالیا ثبت‌نام کرد و به هنگ ۲۹ توپخانه میدانی پیوست. بعداً در همان سال او به درجه ستوان فرعی ارتقاء یافت و به یک واحد توپخانه کوهستانی مستقر در کول دی لانا ملحق شد و در طول شروع جنگ جهانی اول در آن‌جا می‌جنگید.
با توجه به توانایی‌هایش در جنگ، ماگلیوکو در سال ۱۹۱۷ به درجه ستوان ارتقا یافت و بنا به درخواست او به رم فرستاده شد و در آنجا به مدت سه ماه در سنتوسل هوانوردی خواند. او در ماه مه به عنوان «نظاره‌گر هواپیما» به نبرد بازگشت و یک مدال برنز و دو مدال نقره شجاعت نظامی به دست آورد.
در ژوئن ۱۹۲۳، ماگلیوکو به درجه کاپیتان ارتقا یافت و به یک مرکز هوانوردی شناسایی مستقر در پارما اعزام شد. در نوامبر همان سال، او به Regia Aeronautica، نیروی هوایی سلطنتی ایتالیا، که تازه تأسیس شده بود، ملحق شد. او بعداً در سال ۱۹۲۹ به درجه سرهنگ دوم منصوب شد و بعداً در سال ۱۹۳۲ سرهنگ شد.
پس بد شدن روابط ایتالیا با اتیوپی در سال ۱۹۳۴، ماگلیوکو، به عنوان حامی فاشیسم، توسط دولت ایتالیا به آفریقای شرقی ایتالیا فرستاده شد تا پایگاه‌های هوایی در این مستعمره را مدیریت کند.
ماگلیوکو در آنجا یکی از همکاران نزدیک ژنرال رودلفو گرازانی شد که او را به درجه سرتیپی رساند و او را به عنوان شوالیه نشان نظامی ساووی تبدیل کرد. او که درجنگ دوم ایتالیا و اتیوپی نقش داشت، به دلیل استفاده از گاز خردل علیه اتیوپیایی‌ها، در تاریخ با بدنامی از او یاد می‌شود.

### مرگ
در ۲۶ ژوئن ۱۹۳۶، ماگلیوکو، به عنوان معاون نیروی هوایی سلطنتی ایتالیا و معاون نایب‌السلطنه اتیوپی ایتالیا، از پایگاه هوایی در آدیس آبابا خارج شد و به ترتیب دو بمب افکن کاپرونی کا.۱۳۳ (Caproni Ca.133) و یک هواپیمای شناسایی فوکر سی.۵ را برای دیدار با رهبران محلی در نکمته هدایت کرد. این اسکادران، که شامل سیزده مقام ایتالیایی، از جمله ژنرال بود، وظیفه تضمین وفاداری شهر را بر عهده داشت.
پس از فرود، ایتالیایی‌ها در اطراف هواپیما اردو زدند، اما پس از آن در شب ۲۷ ژوئن ۱۹۳۶ توسط آربگنوخ، مبارزان چریکی اتیوپیایی، در حالی که در منطقه Welega کمین کرده بودند به آن‌ها حمله شد. ماگلیوکو در کنار سایر اعضای اسکادران از جمله آنتونیو لوکاتلی جان باخت. تنها بازمانده نمایندگان ایتالیا، پدر بورلو، کشیش کاتولیک بود که به آنها پیوست تا به عنوان راهنما خدمت کند.
پس از آنچه که به عنوان «کشتار نکمته» شناخته شد، یک کمپین بمباران تلافی‌جویانه در منطقه برای انتقام انجام شد و به چند تن از افرادی که جان باخته بودند، از جمله وینچنزو ماگلیوکو، پس از مرگ مدال طلای شجاعت نظامی اهدا شد.

## میراث
بمب افکن های Caproni Ca.133 پس از حمله در آتش سوختند. روز بعد تصمیم گرفته شد که یکی از بمب افکن ها به عنوان یادبود جنگ برای مردان کشته شده تبدیل شود.
در همان سال مرگ ماگلیوکو، 1936، ماگلیوکو آئرودرومو به افتخار او به عنوان اولین سیسیلی که افسر عمومی در نیروی هوایی ایتالیا شد، وقف شد و نامگذاری شد.  این فرودگاه در طول جنگ جهانی دوم تا زمانی که بمباران متفقین آن را غیرقابل استفاده نکرد، به عنوان یک فرودگاه اصلی عمل می کرد. فرودگاه در 7 ژوئن 2014 به نام Pio La Torre تغییر نام داد.
همچنین خیابان هایی در پالرمو و میلان به نام ماگلیوکو وجود دارد که به دلیل حمایت او از فاشیسم مورد انتقاد قرار گرفته است.